# Andres Serrano

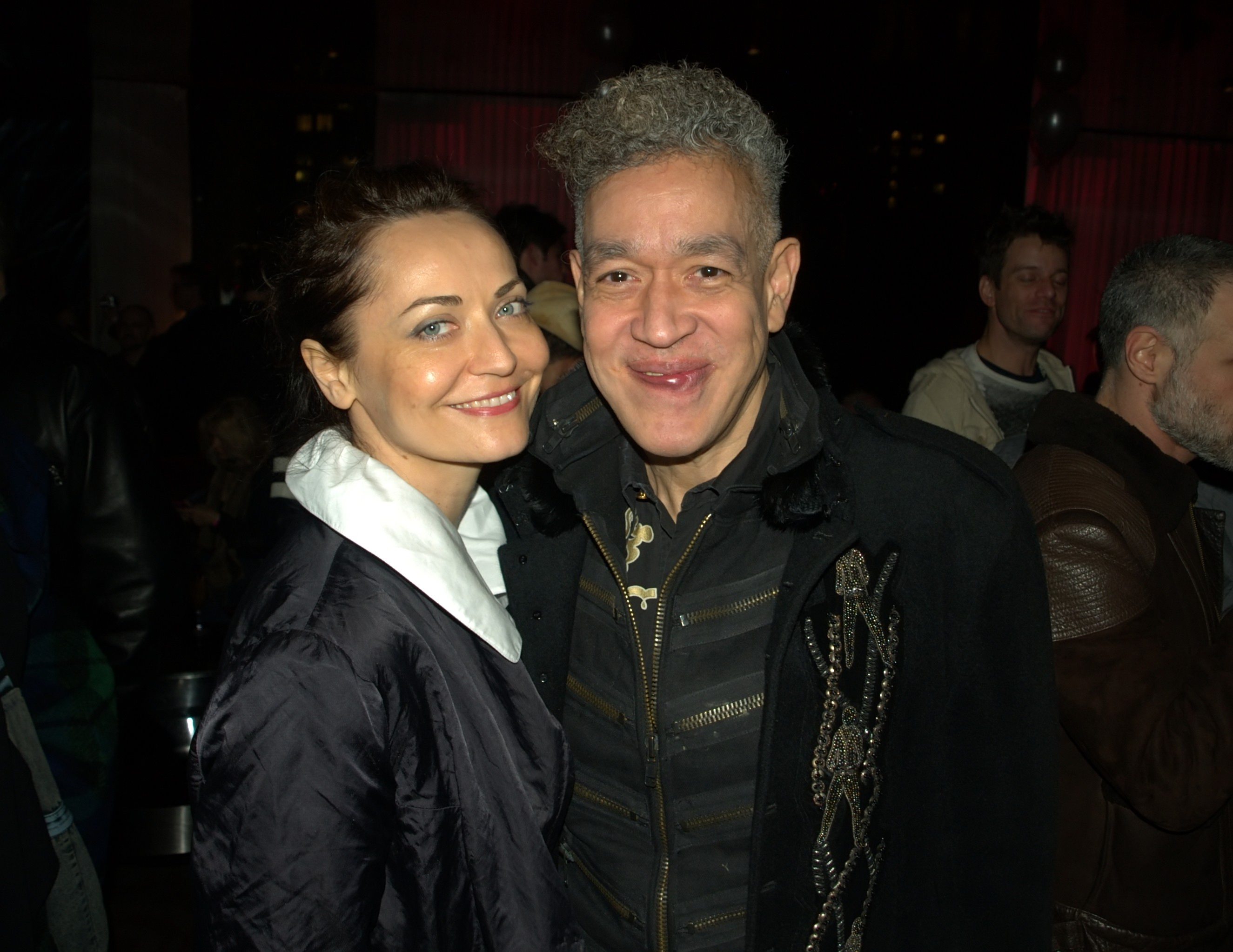
Andres Serrano a Irina Movmyga, 2010

Andres Serrano (* 15. srpna 1950, New York City) je americký fotograf, jehož tvorba přináší silné emoce, kontrasty i odhalování pokrytectví. Ve svém díle se zabývá společenskými otázkami, sexualitou, rasovou nesnášenlivostí a temnými aspekty lidského bytí. Bývá řazen ke směru transgresivního umění, který nabourává obecně přijímaná pravidla morálky. Jeho kontroverzní fotografii Piss Christ (1987) projednával Senát Spojených států amerických. Právě toto ikonické dílo nakonec vedlo k odstartování tzv. kulturních válek v USA a rozkolu ve federálním financování umění. Ideologická „bitva“ způsobená jednou fotografií pokračovala v USA po celá 90. léta.

## Život
Andres Serrano se narodil v roce 1950 v New Yorku do rodiny s hispánskými kořeny. Vyrůstal v Bronxu, navštěvoval státní školy a byl vychováván v křesťanské víře. Od útlého věku byl nucen postarat se sám o sebe, protože otec rodinu opustil a matka byla často hospitalizována. Ovlivnila ho školní exkurze do Metropolitního muzea, kam se pak sám často vracel. V 15 letech opustil střední školu a zapsal se na uměleckou školu Brooklyn Museum Art School, kde v letech 1967–1969 studoval malbu a sochařství. Ve dvaceti letech zažíval drsný život newyorské městské chudiny a propadl drogám. Jeho umělecká kariéra tak začala až v 28 letech, kdy si našel zaměstnání.
Později získal místo asistenta uměleckého ředitele v reklamní firmě, kde začal s fotografováním. Je fotografický samouk a považuje se spíše za konceptuálního umělce, který fotografii pouze využívá pro své umělecké záměry. Ve své tvorbě se často zaměřuje na kontroverzní a tabuizovaná témata, což mu vyneslo jak široké uznání, tak četnou kritiku. Andress Serrano proslul na konci 80. let, kdy američtí konzervativci považovali jeho dílo za urážlivé, což vedlo k debatě o federální podpoře umění v USA.
Jeho první ženou byla umělkyně a kurátorka Julie Aultová, později si vzal umělkyni Irinu Movmyga. Andres Serrano žije a tvoří v New Yorku.

## Kariéra
Dříve než Serrano vytvořil svá první autorská díla, fotografoval jako asistent uměleckého ředitele v reklamní agentuře na zakázku např. pro The New Times Magazine. Jeho vlastní práce poprvé vystavil fotograf Alex Harsley ve své 4th Street Photo Gallery v New Yorku.
Roku 2001 měl retrospektivní výstavu Body and Soul v Barbican Arts Centre v Londýně. Serranovy fotografie se objevily na různých výstavách po celém světě, často však vyvolávaly velmi kritické reakce a několikrát došlo i k jejich poškození. V roce 2007 skupina neonacistů poničila některá Serranova díla na výstavě Dějiny sexu v galerii ve švédském Lundu. V roce 2011 došlo k problémům v galerii ve francouzském Avignonu. Po dvou týdnech protestů a sérii nenávistných dopisů a urážlivých telefonátů zorganizovala skupina francouzských katolických fanatiků akci, během které protestovalo před galerií asi tisíc lidí. Dne 17. dubna 2011 vtrhli do galerie čtyři vandalové a dvě Serranova díla – Piss Christ a The Church – poničili.

### Ocenění (výběr)
- 2011 New York Foundation for the Arts Hall of Fame[11]
- 2015 National Academician, by National Academy, New York
- 2017 Chevalier in the Order of Arts and Letters, Francie

### Zastoupení ve sbírkách
Andres Serrano je zastoupen ve většině významných amerických sbírek, včetně Museum Of Modern Art (MoMA), New York, Smithsonian Archives, Washington D.C., National Portrait Gallery, Washington D.C., Whitney Museum of American Art, New York, Brooklyn Museum, Art Institute of Chicago, Institute of Contemporary Art of Boston, ad. a v zahraničních sbírkách ve Francii, Itálii, Belgii, Španělsku, Holandsku, Dánsku, Kanadě, Mexiku, Izraeli, Číně a Austrálii.

## Témata
První díla, která Andres Serrano vytvořil po roce 1983, byla ovlivněna předválečnými evropskými uměleckými směry surrealismu a dada a zahrnovala mimo jiné náboženskou ikonografii, mrtvá zvířata, syrové maso a lidské objekty. Ve skutečnosti Serrano mnoho fotografií z prvních sérií koncipoval jako monochromatické studie světla a barevných hodnot. V celé jeho tvorbě lze nalézt odkazy na významné evropské umělce jako Rembrandt nebo Mondrian. Například fotografie Milk Blood (1984), výslovně odkazuje na geometrickou abstrakci Pieta Mondriana. Prvkem, který jeho fotografie spojoval, byly nejrůznější tělesné tekutiny jako moč, mateřské mléko nebo sperma a více než cokoli jiného krev (série Bodily Fluids, 1986-1990, Immersion, 1987-1990, Blood and Semen II, 1990).
Jedním z nejvýznamnějších aspektů Serranovy práce je jeho schopnost rozpoutat u veřejnosti diskuzi o kontroverzních tématech. Ve svých fotografiích často používá drsné, explicitní až šokující obrazy, jejichž cílem je vyvolat silnou emocionální reakci. V roce 1989 kritik Michael Brenson v recenzi pro New York Times napsal: "Nemůžete se zabývat obsahem Serranova díla, aniž byste zvážili jeho postoj k fotografii. Je to právě fotografie, která prolamuje konvence, nabízí hledání a umožňuje autorovi utřídit si, co se mu líbí a nelíbí v náboženství a umění. Jeho fotografie se stávají ikonou, která nahrazuje ikony falešné."
Andres Serrano fotografoval řadu ožehavých témat, například stoupence Ku-klux-klanu (The Klan, 1990), mrtvé v márnici (Mortuary, 1992), detaily střelných zbraní (Objects of Desire, 90. léta) nebo popálené osoby. Vydal se i do newyorského metra, kde portrétoval bezdomovce. V sérii Nomádi (1990), inspirované fotografiemi Edwarda Curtise, zachytil Serrano osoby žijící na okraji společnosti v nuzných podmínkách ve stanicích metra. Jeho fotografie vyvolávají empatii a přinášejí do veřejné debaty témata chudoby, sociální nerovnosti a lidského utrpení. Roku 2013 vytvořil projekt Signs of the Times, pro který koupil 200 cedulí, kterými lidé žebrající na ulici informovali kolemjdoucí o své situaci. Tématu bezdomovectví se později věnoval i v Bruselu (Denizens of Brussel, 2015).
Věnoval se také různým formám lidské sexuality. V sérii Dějiny sexu se snažil překročit tabu a představit divákům různé formy sexuálních identit, ať už se jednalo o homosexuální i jiné orientace, nebo zvláštní sexuální praktiky. Podobně vybíral i modely pro svou sérii aktů (Nudes, 2009). V cyklu Interpretace snů (The Interpretation Of Dreams, 2001) pracuje s lidským podvědomím nebo obrací zažitá schémata. Jedním z ústředních témat jeho práce jsou lidské portréty (Native Americans, 1995-1996, Comédie-Française, 2012)
Později vytvořil cykly America (2001-2004), Sacred Works (2011), fotografie protéz (Body parts, 2012), Torture (2015), Made in China (2017) a Robots (2022). Mezi nejznámější cykly fotografií patří Infamous, Racist America II z roku (2019). Více než 30 fotografií týkajících se „neslavné minulosti Ameriky“ popisuje otrokářskou historii USA. Serrano nalezl na internetu a vyfotografoval předměty, které jsou považovány za rasistické, dehumanizující, ponižující a politicky nekorektní - od terčů s tvářemi tmavé pleti, přes reklamní obaly s Afroameričany, po fotografie táborů smrti, hákových křížů a lynčování.

### Piss Christ
Mezi nejznámější díla ze série Immersions (Ponoření) patří Piss Christ (1987) – fotografie rozměrného kovového a dřevěného krucifixu ponořeného do nádoby s autorovou močí. Krucifix symbolizuje utrpení, bolest, ponížení a smrt lidské bytosti, ale v průběhu staletí se tento význam vytratil a krucifix se stal dekorací nebo přívěskem. Serrano chce připomenout, že Kristova smrt byla ve skutečnosti velmi ošklivá, že umíral velmi brutálním způsobem a když byl přikovaný na kříži, nepochybně z něj vytékaly moč i výkaly.
Tato fotografie vyvolala ve Spojených státech amerických silnou kontroverzi, a to nejen ve výtvarném umění, ale i na politické scéně. V roce 1989 Serrana a další umělce, jako byli Robert Mapplethorpe, Barbara DeGenevieve a Merry Alpern, obvinili senátoři Jesse Helms a Alfonse D’Amato, stejně jako další kulturní konzervativci, z tvorby urážlivého umění. Fotografie tak byla projednávána na půdě amerického Senátu v souvislosti s debatou o financování uměleckých projektů, které měly provokativní nebo kontroverzní charakter. Konzervativní skupiny tvrdily, že veřejné financování by nemělo podporovat umělecká díla, která urážejí náboženské cítění. Dílo Piss Christ se stalo předmětem rozpravy během projednávání tzv. případu NEA Four. NEA (National Endowment for the Arts) je americká vládní organizace, která poskytuje financování uměleckým projektům. V případu NEA Four bylo čtyřem umělcům, včetně Andrese Serrana, odepřeno financování jejich uměleckých projektů kvůli jejich kontroverzním a explicitním dílům. Výsledkem této debaty bylo omezení financování určitých druhů kontroverzního umění prostřednictvím NEA.
Debata v Senátu o fotografii Piss Christ a dalších kontroverzních dílech vyvolala širší otázky o svobodě projevu, umělecké autonomii a hranicích, které by měla vláda stanovit při financování uměleckých projektů. Tento rozkol získal označení Kulturní války a ve Státech pokračoval po celá 90. léta.
Ikonická fotografie Piss Christ se v roce 1999 prodala v aukci Christie´s za 277 000 dolarů, což bylo mnohem víc než odhadovaných 20 000 až 30 000 dolarů.

### Přebaly alb, režie, hudba
Serranovo dílo Blood and Semen III použila heavymetalová skupina Metallica na obal alba Load. Fotografii Piss and Blood vybrala kapela o několik let později na přebal alba ReLoad. Sám Andres Serrano režíroval videoklip Crush My Soul pro metalovou skupinu Godflesh. V červenci 2010 vydal Serrano pod pseudonymem Brutus Faust dlouhohrající album Vengeance Is Mine. Album obsahuje coververze klasických písní z 60. let a původní skladby, včetně čtyř písní, které napsala Serranova manželka Irina Movmyga, a jedné písně, kterou společně napsali Serrano, Thad DeBrock a producent alba Steve Messina z newyorské skupiny Blow Up Hollywood. Současně s vydáním alba vyšly videoklipy Goo Goo Gaga, Love Letters a Bad Moon Rising.

## Andres Serrano v České republice
Fotografii Piss Christ vystavila v Česku poprvé v roce 2001 Galerie hlavního města Prahy. Toto ikonické dílo mohli ve formě NFT vidět návštěvníci i v roce 2023 při vstupu na výstavu Infamous Beauty. Kurátoři projektu Otto M. Urban a Michaela Šilpochová připravili v pražském Centru současného umění DOX výstavní průřez Serranovým dílem, který nabídl na 120 velkoformátových fotografií. Výstavu zahájil Andres Serrano osobně. Do Evropy přijel také proto, aby se spolu s dalšími umělci setkal u příležitosti výročí vatikánských sbírek s papežem Františkem.